# Snuitbijvlieg
De snuitbijvlieg (Eristalis jugorum) is een vliegensoort uit de familie van de zweefvliegen (Syrphidae). De wetenschappelijke naam van de soort werd gepubliceerd in 1858 door Johann Egger.
De snuitbijvlieg is in Nederland zeer zeldzaam. Er zijn uit 1942, 1943 en 1966 enkele waarnemingen uit het oosten van Zuid-Limburg en van 1992 tot 2002 van de Riesenberg bij Cadier en Keer.